# 衣裳デザイナー
衣裳デザイナー（いしょうデザイナー、costume designer）とは、バレエ、ダンス、音楽ライブ、演劇といった舞台や、映画などに使用される衣裳をデザインする人のことである。衣装デザイナー、コスチュームデザイナーとも表記される。
日本における映画製作の職能のひとつである衣裳部（いしょうぶ）についても本項で詳述する。⇒ #衣裳部

## 用語について
日本語における「衣裳」の語はもともと、上半身に着用する「衣」（きぬ）と下半身に着用する「裳」（も）を指す語である。中世まではほぼ着衣の総称として用いられていたが、近世に入ると舞台衣裳や晴れ着としての用法が主となった。また、その後、表記は「衣装」の書き換えも定着した。宝塚歌劇団においては「衣装」の文字が用いられる。

## 映画における衣裳デザイン
たいていのフィーチャー映画において、その人物は照明やその他のカラーデザイン面の問題について、監督、撮影監督両者と密に連絡を取りながら仕事をする。
日本映画においては、セカンドの助監督を通じてあるいは直接に監督との意思疎通をはかり、その問題の程度によっては演出部としてのセカンド助監督の判断によりながら、衣裳の選定、管理を行なう。衣裳デザイナー不在で衣裳部がこれを担当する場合が多数である。作品のもつ衣裳予算により、衣裳デザイナー、衣裳部は衣裳を仕立てることも行う。
アメリカ合衆国のアカデミー賞にはアカデミー衣裳デザイン賞が存在するが、日本アカデミー賞には衣裳デザインへの賞は存在しない。

## おもな衣裳デザイナー
Category:衣裳デザイナー、en:Category:Costume designersを参照。
- イーディス・ヘッド
- ヘレン・ローズ
- セシル・ビートン
- アイリーン・シャラフ
- アンソニー・パウエル
- セオニ・V・アルドリッジ
- 浅野琢也
- 和田三造
- 石岡瑛子
- 北村道子
- 黒澤和子
- 宮本まさ江
- 伊藤佐智子
- ワダ・エミ
- 押元末子
- 北迫秀明
- AKINO from bless4

- ギルバート・エイドリアン（英語版） ‐『オズの魔法使』などの衣装デザイナーとして著名。メトロ・ゴールドウィン・メイヤー (MGM)所属の衣装デザイナーとして活動した[10]。

## 衣裳部
日本の映画・テレビ映画・テレビドラマ等において、衣裳部のスタッフは「衣裳」として、衣裳部を請け負う企業は「衣裳協力」、ないしは小道具等の他の職能とまとめて「協力」タイトルにクレジットされる。かつて日本においては、各撮影所の社員およびそれに準じた契約スタッフで構成される一部署であった。このことから、装飾（小道具）、美粧・結髪（ヘアメイク）とならび早くから部門分社化、アウトソーシングが進んだ現在も「衣裳部」と呼ばれる。
衣裳部は撮影所においては、美粧・結髪とともに俳優課に属した。俳優部との密接な関わりがあるからで、現在も現場のプロデューサーや製作部と俳優部をつなぐ役割をもつ演技事務、監督とつなぐ役割のセカンド助監督との密接な連携で仕事を進める。
衣裳部は衣裳倉庫に衣裳を保管し、日々の使用に耐えうるようにクリーニング・修復等のメンテナンスを行う。アパレルのメーカーとのタイアップも業務の一環として日常的に行い、メーカーから貸し出された撮影用の衣裳についても同様に管理する。現場のシーンに応じては、泥や血痕等の汚れ、生地の破き等の「汚し」を行うが、これも衣裳部の仕事である。
「衣裳」のテリトリーはあくまで文字通りの衣裳までであり、帽子、眼鏡、ハンドバッグ、腕時計、靴等は「持ち道具」と呼ばれ、「小道具」のテリトリーに属する。

### 衣裳合わせ
衣裳合わせは、クランクイン前に行われる「撮影準備」の一工程である。脚本の決定稿あるいは撮影台本をもとに、シーンを表現するために事前に演出部（監督、セカンド助監督）やメインスタッフとの打ち合わせを重ねて衣裳部が用意した衣裳、同様に装飾部（小道具係）が用意した持ち道具を事前に揃える。当日は、監督およびメインスタッフの立ち会いのもとに、シーンごとに俳優が持ち道具とともに衣裳を試着し、撮影に使用する衣裳・持ち道具を決定していく。

### 日本の主な企業
1951年（昭和26年）に設立された東京衣裳は業界最大手で、東映東京撮影所、フジテレビジョン、緑山スタジオ・シティ等の衣裳部に常駐し、フジテレビ衣裳部のショップであるフジアールレンタル・クレオも経営している。「フジテレビ衣裳部の鬼」としてテレビ出演していた保沢紀、野猿のメンバー神波憲人は東京衣裳社員であった。第一衣裳は東京衣裳の関連会社で、調布の日活撮影所衣裳部に常駐している。
- 東京衣裳
- 第一衣裳
- 京都衣裳（現：東宝コスチューム）
- 松竹衣裳
- 大和衣裳
- 鷹志衣裳